# Windows Embedded Compact 2013
Windows Embedded Compact 2013 - восьма і станом на 2013 рік остання версія операційної системи реального часу Windows Embedded CE, розвивається окремо від родини Windows NT, і орієнтованої на підприємства, що виготовляють промислові контролери та пристрої побутової електроніки. Windows Embedded Compact може працювати на різних мікропроцесорних архітектурах і підтримує x86, і ARM. Була випущена 14 червня 2013 року. Microsoft закінчила основну підтримку Windows Embedded Compact 2013 9 жовтня 2018 року та закінчила розширену підтримку 10 жовтня 2023 року.

## Нові можливості
- .NET Compact Framework 3.9
- Internet Explorer for Windows Embedded: підтримка Flash 10.1
- Підтримка Visual Studio 2012 ISO C++ 11 сумісний компілятор, оновлені CRT/STL/MFC/ATL
- Підтримка процесорів: покращена підтримка архітектури ARMv7
- Підтримка мережі: покращена підтримка IPv6